# الفيحاء (الخرج)
الفيحاء، هي مركز من فئة (أ) تقع في محافظة الخرج، والتابعة لمنطقة الرياض في السعودية. ويقطنها قبيلة الغييثات الدواسر وتبعد الفيحاء عن محافظة الخرج بمسافة تقارب () كم.